# اهواگنانسو (تیبیسو)
اهواگنانسو (تیبیسو) (به لاتین: Ahougnanssou (Tiébissou)) یک منطقهٔ مسکونی در ساحل عاج است.